# ニエル・ンクンク
ニエル・パトリック・ンクンク（フランス語: Niels Patrick Nkounkou、2000年11月1日 - ）は、フランスとコンゴ共和国のサッカー選手。ポジションはDF。

## クラブ歴
2006年に地元のセルジ・ポントワーズFCの下部組織でサッカーを始めた。2017年にオリンピック・マルセイユの下部組織に移籍。Bチームではレギュラーとして活躍したが、トップチームでは2試合にベンチ入りしたのみで出場する事は無かった。クラブの提示した展望に納得できなかったため、契約延長を拒否して2020年6月末を以て契約満了した。
同年7月にエヴァートンFCに3年契約で加入した。カルロ・アンチェロッティの下でプレー出来る事が加入の決め手になった。代理人曰く、アンチェロッティ側が彼のポテンシャルに目をつけて呼び寄せたという。同シーズンのEFLカップ2回戦でプロ初出場を記録、アンソニー・ゴードンとの縦関係が上手くいき、活躍を見せた。3回戦でもモイーズ・キーンのゴールをバックヒールでアシストする活躍を見せた。プレミアリーグでは11月1日にリュカ・ディニュの出場停止に伴って初出場を記録した。しかし次の出場は最終節のマンチェスター・シティFCで、5-0の大敗を喫した。
2021年8月31日にスタンダール・リエージュに1シーズンの期限付き移籍をした。
2022年8月27日にカーディフ・シティFCに期限付き移籍した。
2023年1月、ASサンテティエンヌに期限付き移籍した。その後完全移籍となった。
2023年9月1日、アイントラハト・フランクフルトに5年契約で移籍した。

## 代表歴
年代別代表としてはフランス代表として出場経歴がある。
2021年7月に東京オリンピックに臨むフランス代表に選出された。グループAの南アフリカ共和国代表戦で出場を記録した。

## プレースタイル
エヴァートン加入に際して同クラブのディレクターであるマルセル・ブランズは「テクニック、フィジカルともに長けた若手有望株だ」と述べている。フランスのサッカーライターだるジェレミー・スミスは「強さとスタミナに長けており、シュートやクロスを蹴り込めるあたりはバンジャマン・メンディにも似ていて、高く評価されている若手左サイドバックだ」と述べた。

## 私生活
生まれはフランスだが、血筋はコンゴ共和国に持っている。